# Obersulm
Obersulm est une commune de Bade-Wurtemberg (Allemagne), située dans l'arrondissement de Heilbronn, dans la région de Heilbronn-Franconie, dans le district de Stuttgart.

## Personnalités liées à la ville
- Bertha Thalheimer (1883-1959), femme politique née à Affaltrach.
- August Thalheimer (1884-1948), homme politique né à Affaltrach.
- Reinhold Gall (1956-), homme politique né à Sülzbach.